# گردنه قسطینلار
گردنهٔ قُسطینلار یا قُسطینلر گردنه‌ای با ارتفاع حدود ۲۲۰۰ متر از سطح دریا بر سر راه قزوین به الموت است. اغلب افرادیکه با این گردنه آشنایی دارند آن را از جمله مناطق بسیار زیبای ایران میدانند. مرتفعترین نقطهٔ آن با ارتفاع ۲۳۰۰ متر از سطح دریا کنار راهدارخانه قرار دارد.
این گردنه همانند بقیهٔ مسیر قزوین_الموت یک جادهٔ آسفالتهٔ فرعی است. این گردنه در حدود ۲۳ کیلومتری روستای رزجرد قرار دارد. از رزجرد تا این گردنه دست اندازهای بسیاری وجود دارند و ارتفاع به شکل تدریجی افزایش مییابد. ارتفاع میانگین این گردنه از سطح آبهای آزاد حدود ۲۲۰۰ متر است و مرتفعترین نقطهٔ آن با ارتفاع ۲۳۰۰ متر از سطح آبهای آزاد در کنار منطقهای موسوم به راهدارخانه قرار دارد. پس از این گردنه به دلیل ورود به حوضه آبریز رودخانهٔ طالقان یا بقولی دیگر شاهرود، ارتفاع به تدریج و همچنان همراه با دست اندازهای بسیار کم می‌شود. رودخانهٔ شاهرود در ۸ کیلومتری گردنهٔ قسطینلار قرار دارد.